# Јозеф Шумпетер
Јозеф Шумпетер, 8. фебруар 1883 — 8. јануар 1950, аустријски економиста.
Рођен је у Трешту у Моравској. Студирао је економију у Бечу код познатог теоретичара Еугена Бем-Баверка. Предавао је на универзитетима у Черновцу (данас Украјина) и Грацу (1911–1919). Био је аустријски министар финансија после пораза у Првом светском рату (1919–1920), када је инфлација била готово неизбежна. Потом је био директор мале аустријске банке, која је пропала 1924. Од 1925. до 1932. предаје у Бону, Немачка, када, због раста нацизма, прелази на Харвард, САД, где предаје до смрти.
Шумпетер је дао суштинске доприносе теорији привредних циклуса и економског развоја. Остао је познат по придавању велике улоге предузетницима, односно први је прецизно описао улогу предузетника у економији. Разликовао је иновацију у општем смислу од предузетничке иновације. Подвлачио је да предузетник врши иновације не само тако што користи иновације других, већ и увођењем нових начина производње, нових производа и нових облика организације. Ове иновације, тврдио је, захтевају једнако знања и храбрости као сам процес иновације уопште.
Предузетничке иновације, тврдио је изазивају таласе „креативне деструкције“, пошто оне чине застарелима старе иновације, идеје, технологије, квалификације, опрему, организацију. Ова креативна деструкција, укључујући и нестанак постојећих фирми и стварање нових, узрокује прогрес и увећање животног стандарда свих. Борбу за постизање монопола од стране предузетника сматрао је позитивном, јер они тада раде најбоље.
Сматрао је централни методолошки концепт економске науке – компаративну статистику – незадовољавајућим, пошто предстаља врло поједноставњен израз сложене стварности, у којој динамички елементи играју пресудну улогу.
Шумпетерова кљига „Историја економске анализе“ и данас је најважније дело из области историје економске мисли. Шумпетер ту баца широк и поуздан поглед на идеје и рад појединаца и школа током више од два века. Ипак, неки од његових ставова су спорни: данас предовлађује мишљење да је Адам Смит важнији него што је Шумпетер веровао, а Леон Валрас нешто мање важан (Шумпетер му је давао прво место).
Иако спада међу велике економисте, једном је направио велику грешку. Упитао се 1942. године: „Може ли капитализам да преживи? Не. Не верујем да може”. Бринула га је реална могућност да интелектуалци одбаце капитализам и самим тим га доведу у опасност, као и ризик да преширока државна интервенција угрози фине механизме предузетништва и иновација. Наду је полагао у економски успех капитализма, који би потро ове претње.

## Важнија дела

### Књиге
- Schumpeter, Joseph A. (1906). Über die mathematische Methode der theoretischen Ökonomie. Zeitschrift für Volkswirtschaft, Sozialpolitik und Verwaltung. Germany: Wien. OCLC 809174553.
- Schumpeter, Joseph A. (1907). Das Rentenprinzip in der Verteilungslehre. Germany: Jahrbuch für Gesetzgebung, Verwaltung and Volkswirtschaft im Deutschen Reich.
- Schumpeter, Joseph A. (1908). Das Wesen und der Hauptinhalt der theoretischen Nationalökonomie. Germany: Leipzig, Duncker & Humblot. OCLC 5455469.

Translated as: Schumpeter, Joseph A. (2010). The nature and essence of economic theory. New Brunswick, New Jersey: Transaction Publishers. ISBN 9781412811507. Translated by: Bruce A. McDaniel
- Schumpeter, Joseph A. (1908). Methodological Individualism. Germany. OCLC 5455469. Pdf of preface by F.A. Hayek and first eight pages.
- Schumpeter, Joseph A. (1909). Bemerkungen über das Zurechnungsproblem. Zeitschrift für Wolkswirtschaft, Sozialpolitik und Verwaltung. Germany: Wien. OCLC 49426617.
- Schumpeter, Joseph A. (1910). Marie Ésprit Léon Walras. Germany: Zeitschrift für Wolkswirtschaft, Sozialpolitik und Verwaltung. OCLC 64863803.
- Schumpeter, Joseph A. (1910). Über das Wesen der Wirtschaftskrisen. Zeitschrift für Wolkswirtschaft, Sozialpolitik und Verwaltung. Germany: Wien. OCLC 64863847.
- Schumpeter, Joseph A. (1915). Wie studiert man Sozialwissenschaft. Schriften des Sozialwissenschaftlichen Akademischen Vereins in Czernowitz, Heft II. München und Leipzig, Germany: Duncker & Humblot. OCLC 11387887.
- Schumpeter, Joseph A.; Opie, Redvers (1983) [1934]. The theory of economic development: an inquiry into profits, capital, credit, interest, and the business cycle. New Brunswick, New Jersey: Transaction Books. ISBN 9780878556984. Translated from the 1911 original German, Theorie der wirtschaftlichen Entwicklung.
- Schumpeter, Joseph A. (author); Aris, Reinhold (translator) (1954). Economic doctrine and method: an historical sketch. New York: Oxford University Press. OCLC 504289265. Translated from the 1912 original German, Epochen der dogmen – und Methodengeschichte. Pdf version.
  - Reprinted in hardback as: Schumpeter, Joseph A. (2011). Economic doctrine and method: an historical sketch. Превод: Aris, Reinhold. Whitefish Montana: Literary Licensing, LLC. ISBN 9781258003425.
  - Reprinted in paperback as: Schumpeter, Joseph A. (2012). Economic doctrine and method: an historical sketch. Превод: Aris, Reinhold. Mansfield Centre, Connecticut: Martino Fine Books. ISBN 9781614273370.
- Schumpeter, Joseph A. (1914). Das wissenschaftliche lebenswerk eugen von böhm-bawerks. Zeitschrift für Wolkswritschaft, Sozialpolitik und Verwaltung. Germany: Wien. OCLC 504214232.
- Schumpeter, Joseph A. (1915). Vergangenkeit und Zukunft der Sozialwissenschaft. Germany: München und Leipzig, Duncker & Humblot. Reprinted by the University of Michigan Library
- Schumpeter, Joseph A. (1918). The crisis of the tax state. OCLC 848977535.
  - Reprinted as: Schumpeter, Joseph A. (1991), „The crisis of the tax state”,  Ур.: Swedberg, Richard, The economics and sociology of capitalism, Princeton, New Jersey: Princeton University Press, стр. 99—140, ISBN 9780691003832
- Schumpeter, Joseph A. (1919). The sociology of imperialisms. Germany: Archiv für Sozialwissenschaft und Sozialpolitik.
  - Reprinted as Schumpeter, Joseph A. (1989) [1951].  Sweezy, Paul M., ур. Imperialism and social classes. Fairfield, New Jersey: Augustus M. Kelley. ISBN 9780678000205.
- Schumpeter, Joseph A. (1920). Max Weber's work. German: Der österreichische Volkswirt.
  - Reprinted as: Schumpeter, Joseph A. (1991), „Max Weber's work”,  Ур.: Swedberg, Richard, The economics and sociology of capitalism, Princeton, New Jersey: Princeton University Press, стр. 220—29, ISBN 9780691003832
- Schumpeter, Joseph A. (1921). Carl Menger. Zeitschrift für Wolkswritschaft, Sozialpolitik und Verwaltung. Germany: Wien. OCLC 809174610.
- Schumpeter, Joseph A. (1927). Social classes in an ethnically homogeneous environment. Germany: Archiv für Sozialwissenschaft und Sozialpolitik. OCLC 232481.
  - Reprinted as: Schumpeter, Joseph A. (1989) [1951].  Sweezy, Paul M., ур. Imperialism and social classes. Fairfield, New Jersey: Augustus M. Kelley. ISBN 9780678000205.
- Schumpeter, Joseph A. (1928). Das deutsche finanzproblem. Schriftenreihe d. dt. Volkswirt. Berlin, Germany: Dt. Volkswirt. OCLC 49426617.
- Schumpeter, Joseph A. (1934), „Depressions: Can we learn from past experience?”,  Ур.: Schumpeter, Joseph A.; Chamberlin, Edward; Leontief, Wassily W.; Brown, Douglass V.; Harris, Seymour E.; Mason, Edward S.; Taylor, Overton H., The economics of the recovery program, New York, New York London: McGraw-Hill, OCLC 1555914
- Schumpeter, Joseph A. (1934), „The nature and necessity of a price system”,  Ур.: Harris, Seymour E.; Bernstein, Edward M., Economic reconstruction, New York, New York London: McGraw-Hill, ISBN 9781258305727, OCLC 331342
- Schumpeter, Joseph A. (1936), „Professor Taussig on wages and capital”,  Ур.: Taussig, Frank W., Explorations in economics: notes and essays contributed in honor of F.W. Taussig, New York, New York: McGraw-Hill, стр. 213—22, ISBN 9780836904352
- Schumpeter, Joseph A. (2006) [1939]. Business cycles: a theoretical, historical, and statistical analysis of the capitalist process. Mansfield Centre, Connecticut: Martino Pub. ISBN 9781578985562.
- Schumpeter, Joseph A. (2014) [1942]. Capitalism, socialism and democracy (2nd изд.). Floyd, Virginia: Impact Books. ISBN 978-1617208652.
- Schumpeter, Joseph A. (1943), „Capitalism in the postwar world”,  Ур.: Harris, Seymour E., Postwar economic problems, New York, New York London: McGraw-Hill, OCLC 730387
- Schumpeter, Joseph A. (1946), „The future of private enterprise in the face of modern socialistic tendencies”,  Ур.: Conference, Papers, The economics and sociology of capitalism (ESC) Comment sauvegarder l'entreprise privée (conference papers), Montreal: Association Professionnelle des Industriels, стр. 401—05, OCLC 796197764
  - See also the English translation: Henderson, David R.; Prime, Michael G. (јесен 1975). „Schumpeter on preserving private enterprise”. History of Political Economy. 7 (3): 293—98. doi:10.1215/00182702-7-3-293.
- Schumpeter, Joseph A.; Crum, William Leonard (1946). Rudimentary mathematics for economists and statisticians. New York, New York London: McGraw-Hill. OCLC 1246233.
- Schumpeter, Joseph A. (1946), „Capitalism”,  Ур.: Bento, William, Encyclopædia Britannica, Chicago: University of Chicago
- Schumpeter, Joseph A. (2009) [1948], „There is still time to stop inflation”,  Ур.: Clemence, Richard V., Essays: on entrepreneurs, innovations, business cycles, and the evolution of capitalism, Nation's business, 1, New Brunswick, New Jersey: Transaction Books, стр. 241—52  9781412822749
  - Originally printed as: Schumpeter, Joseph A. (јун 1948). „There is still time to stop inflation”. The Nation's Business. United States Chamber of Commerce. 6: 33—35, 88—91. Архивирано из оригинала 29. 11. 2014. г.
- Schumpeter, Joseph A. (1949), „Economic theory and entrepreneurial history”,  Ур.: Wohl, R. R., Change and the entrepreneur: postulates and the patterns for entrepreneurial history, Research Center in Entrepreneurial History, Cambridge, Massachusetts: Harvard University Press, OCLC 2030659
- Schumpeter, Joseph A. (1949), „The historical approach to the analysis of business cycles”,  Ур.: National Bureau of Economic Research (NBER), Conference, NBER Conference on Business Cycle Research, Chicago: University of Chicago Press
- Schumpeter, Joseph A. (1951). Ten great economists: from Marx to Keynes. New York Oxford: Oxford University Press. OCLC 166951.
  - Reprinted as: Schumpeter, Joseph A. (1965). Ten great economists: from Marx to Keynes. New York Oxford: Oxford University Press. OCLC 894563181.
  - Reprinted as: Schumpeter, Joseph A. (1997). Ten great economists: from Marx to Keynes. London: Routledge. ISBN 9780415110785.
  - Reprinted as: Schumpeter, Joseph A. (2003). Ten great economists: from Marx to Keynes. San Diego: Simon Publications. ISBN 9781932512090.
- Schumpeter, Joseph A. (1969) [1951].  Clemence, Richard V., ур. Essays on economic topics of J.A. Schumpeter. Port Washington, New York: Kennikat Press. ISBN 9780804605854.
- Schumpeter, Joseph A. (1954). History of economic analysis. London: Allen & Unwin. ISBN 9780415108881.  Edited from a manuscript by Elizabeth Boody Schumpeter.
- Schumpeter, Joseph A. (1989) [1951].  Sweezy, Paul M., ур. Imperialism and social classes. Fairfield, New Jersey: Augustus M. Kelley. ISBN 9780678000205.
- Schumpeter, Joseph A. (2014).  Mann, Fritz Karl, ур. Treatise on money. Превод: Alvarado, Ruben. Aalten, the Netherlands: Wordbridge Publishing. ISBN 9789076660363.
  - Originally printed as: Schumpeter, Joseph (1970). Das wesen des geldes. Neuauflage, Göttingen, Germany: Vandenhoeck & Ruprecht. ISBN 9783525131213. Reprinted in 2008.
- Schumpeter, Joseph A. (1991).  Swedberg, Richard, ур. The economics and sociology of capitalism. Princeton, New Jersey: Princeton University Press. ISBN 9780691003832.

### Чланци у часописима
- Schumpeter, Joseph A. (фебруар 1909). „On the concept of social value”. The Quarterly Journal of Economics. 23 (2): 213—32. JSTOR 1882798. doi:10.2307/1882798.
- Schumpeter, Joseph A. (децембар 1927). „The explanation of the business cycle”. Economica. 21 (21): 286—311. JSTOR 2548401. doi:10.2307/2548401.
- Schumpeter, Joseph A. (септембар 1928). „The instability of capitalism”. The Economic Journal. 38 (151): 361—86. JSTOR 2224315. doi:10.2307/2224315.
- Schumpeter, Joseph A. (март 1931). „The present world depression: a tentative diagnosis”. The American Economic Review, Papers and Proceedings of the Forty-third Annual Meeting of the American Economic Association. American Economic Association. 21 (1): 179—82. JSTOR 1802985.
- Schumpeter, Joseph A. (јануар 1933). „The common sense of econometrics”. Econometrica. 1 (1): 5—12. JSTOR 1912225. doi:10.2307/1912225.
- Schumpeter, Joseph A. (март 1935). „A theorist's comment on the current business cycle”. Journal of the American Statistical Association. 30 (189): 167—68. JSTOR 2278223. doi:10.2307/2278223.
- Schumpeter, Joseph A. (мај 1935). „The analysis of economic change”. The Review of Economics and Statistics. 17 (4): 2—10. JSTOR 1927845. doi:10.2307/1927845.
- Schumpeter, Joseph A. (мај 1940). „The influence of protective tariffs on the industrial development of the United States”. Proceedings of the Academy of Political Science. 19 (1): 2—7. JSTOR 1172508. doi:10.2307/1172508.
- Schumpeter, Joseph A. (мај 1946). „The decade of the twenties”. The American Economic Review, Papers and Proceedings of the Fifty-eighth Annual Meeting of the American Economic Association (The American Economy in the Interwar Period). American Economic Association. 36 (2): 1—10. JSTOR 1818192.
- Schumpeter, Joseph A. (новембар 1947). „The creative response in economic history”. The Journal of Economic History. 7 (2): 149—59. JSTOR 2113338. doi:10.1017/s0022050700054279.
- Schumpeter, Joseph A. (1947). „Theoretical problems: theoretical problems of economic growth”. The Journal of Economic History. Economic History Association. 7, Supplement: Economic Growth: A Symposium (1947): 1—9. JSTOR 2113264.
- Schumpeter, Joseph A. (јун 1948). „There is still time to stop inflation”. The Nation's Business. United States Chamber of Commerce. 6: 33—35. Архивирано из оригинала 29. 11. 2014. г. Continued on pp. 88–91.
  - Reprinted as: Schumpeter, Joseph A. (2009) [1948], „There is still time to stop inflation”,  Ур.: Clemence, Richard V., Essays: on entrepreneurs, innovations, business cycles, and the evolution of capitalism, Nation's business, 1, New Brunswick, New Jersey: Transaction Books, стр. 241—52  9781412822749
- Schumpeter, Joseph A. (март 1949). „Science and ideology”. The American Economic Review. American Economic Association. 39 (2): 346—59. JSTOR 1812737.
- Schumpeter, Joseph A. (јун 1949). „The Communist Manifesto in sociology and economics”. Journal of Political Economy. 57 (3): 199—212. JSTOR 1826126. doi:10.1086/256806.
- Schumpeter, Joseph A. (октобар 1949). „English economists and the state-managed economy”. Journal of Political Economy. 57 (5): 371—82. JSTOR 1825618. doi:10.1086/256862.
- Schumpeter, Joseph A. (мај 1950). „The march into socialism”. The American Economic Review, Papers and Proceedings of the Sixty-second Annual Meeting of the American Economic Association. American Economic Association. 40 (2): 446—56. JSTOR 1818062.
- Schumpeter, Joseph A. (мај 1951). „Review of the troops (a chapter from the history of economic analysis)”. The Quarterly Journal of Economics. 65 (2): 149—80. JSTOR 1879531. doi:10.2307/1879531.
- Schumpeter, Joseph A. (септембар 1982). „The "crisis" in economics – fifty years ago”. Journal of Economic Literature. American Economic Association. 20 (3): 1049—59. JSTOR 2724411.
- Schumpeter, Joseph A. (јун 1983). „American institutions and economic progress”. Zeitschrift für die Gesamte Staatswissenschaft. Mohr Siebeck. 139 (2): 191—96. JSTOR 40750589.
- Schumpeter, Joseph A.; Boody Schumpeter, Elizabeth (септембар 1988). „Schumpeter on the disintegration of the bourgeois family”. Population and Development Review. 14 (3): 499—506. JSTOR 1972201. doi:10.2307/1972201.
- Schumpeter, Joseph A. (децембар 1984). „The meaning of rationality in the social sciences”. Zeitschrift für die Gesamte Staatswissenschaft. Mohr Siebeck. 140 (4): 577—93. JSTOR 40750743.
- Schumpeter, Joseph A. (author); Swedberg, Richard (introduction) (јесен 1991). „Money and currency”. Social Research. The New School. 58 (3): 499—543. JSTOR 40970658.
- Schumpeter, Joseph A. (author); Muller, Jerry Z. (translator) (март 2003). „How does one study social science?”. Society. 40 (3): 57—63. doi:10.1007/s12115-003-1039-3. Translated from a speech given in German by Schumpeter, Wie studiert man Sozialwissenschaft.

### Меморијами
- Schumpeter, Joseph A.; Cole, A. H.; Mason, E. S. (мај 1941). „Frank William Taussig”. The Quarterly Journal of Economics. 55 (3): 337—63. JSTOR 1885636. doi:10.2307/1885636.
- Schumpeter, Joseph A. (септембар 1946). „John Maynard Keynes 1883–1946”. The American Economic Review. American Economic Association. 36 (4): 495—518. JSTOR 1801721.
- Schumpeter, Joseph A. (мај 1949). „Vilfredo Pareto (1848–1923)”. The Quarterly Journal of Economics. 63 (2): 147—73. JSTOR 188309. doi:10.2307/1883096.
- Schumpeter, Joseph A. (фебруар 1950). „Wesley Clair Mitchell (1874–1948)”. The Quarterly Journal of Economics. 64 (1): 139—55. JSTOR 1881963. doi:10.2307/1881963.
- Schumpeter, Joseph A. (јул 1948). „Irving Fisher's Econometrics”. Econometrica. 16 (3): 219—31. JSTOR 1907276. doi:10.2307/1907276.

### Прегледи
- Schumpeter, Joseph A. (1927). „The economic problem by R. G. Hawtrey”. Weltwirtschaftliches Archiv (Review of World Economics). Springer. 26 (1): 131—133. JSTOR 40416594.
- Schumpeter, Joseph A. (новембар 1930). „Mitchell's: Business cycles”. The Quarterly Journal of Economics. 45 (1): 150—72. JSTOR 1882530. doi:10.2307/1882530.
- Schumpeter, Joseph A. (децембар 1933). „Essays in biography by J. M. Keynes”. The Economic Journal. 43 (172): 652—57. JSTOR 2224509. doi:10.2307/2224509.
- Schumpeter, Joseph A.; Nichol, A. J. (април 1934). „Review of Robinson's Economics of imperfect competition”. Journal of Political Economy. 42 (2): 249—59. JSTOR 1823265. doi:10.1086/254595.
- Schumpeter, Joseph A. (децембар 1936). „Review of Keynes's General Theory”. Journal of the American Statistical Association. 31 (196): 757—820. doi:10.1080/01621459.1936.10502311.
- Schumpeter, Joseph A. (јун 1941). „Alfred Marshall's Principles: a semi-centennial appraisal”. The American Economic Review. American Economic Association. 31 (2): 236—48. JSTOR 356.
- Schumpeter, Joseph A. (март 1944). „Reflections on the revolution of our time by Harold J. Laski”. The American Economic Review. American Economic Association. 34 (1.1): 161—64. JSTOR 1813741.